# 中心镇 (武胜县)
中心镇是中国四川省武胜县下辖一个镇，为古定远县治所，位于武胜县南部，与旧县、街子、清平、新学、重庆市合川区钱塘镇等乡镇为邻。全镇面积62.4平方公里，辖31个行政村，275个村民小组，3个居委会，15个居民小组，总人口42679人，人口密度每平方公里684人。

## 行政区划
中心镇下辖以下地区：
东街社区、南街社区、北街社区、环江村、南门村、清滩村、大通村、会龙村、水文村、郭家坪村、天印村、油柿湾村、金马村、东岩村、响田坎村、龙王塘村、沙石坎村、道马村、平静村、吊兰花村、龙门村、象鼻村、鸡公山村、锡壶沟村、枣树垭村、石板塘村、老鹰沟村、普建村、大中坝村、南山村、秀观村、紫树村、练山湾村和狮子口村。

## 地理
属浅丘陵地貌，海拔230-360米，嘉陵江经境内由北向西南流过，长约25公里，境内气候温和，雨量充沛，平均气温17℃，常年降雨量1000毫米。

## 历史沿革
中心镇历史悠久，庙儿坝是古时的小地名。1551年即明嘉靖三十年知县胡廉将定远县城从旧县迁到这里，此后400年间为武胜县治。清为武胜县城，属恩永里；民国2年（1913年）名城厢，民国16年（1927年）改设附城乡，民国28年（1939年）7月撤乡建中心镇；1951年2月划出农村部分另置中心乡（1953年6月改名民建乡），1953年6月23日，县治由中心镇迁沿口镇，此后中心区区公所驻地，1956年2月撤镇并入民建乡，1964年8月复置，1984年9月撤民建乡入中心镇，1992年撤区并镇时，将原民建、秀观、农旺三乡并入一镇为中心镇至今。

## 经济
中心镇属农业镇，有耕地24780亩。盛产水稻、小麦、玉米、红苕、生猪、蚕桑、家禽、水果、蔬菜等等，已规模栽植新世纪甜橙，麻竹。2006年GDP达到14970万元，粮食总产21009吨，油料产量1196吨，生猪出栏58100头，财政收入630万元，农民平均收入2340元。

## 交通
中心镇交通便捷，境内有县级公路30公里，乡村公路168公里。此外，嘉陵江河运也是重要的交通工具。

## 文化
中心镇自然风景秀美，文化底蕴深厚，人文景观颇多，原定远八景75%在境内，古时的宫、庙、坛、祠众多，部分柜架结构尚好，市级重点文物保护单位有基督教传教士故宅、古城墙、文庙、武庙、城隍庙、天上宫、文昌宫、万寿宫、镜心亭等。有九街十八巷、九宫十八庙等文化古迹。今天的桐子壕水电站、秀观湖、松涛楼都是很好的人文景观。

## 教育
中心中学、民建初中、秀观初中、农旺初中、中心镇小学、秀观小学、普建小学、农旺小学、平静小学，另有村小36所。